# Selenophoma mahoniae
Selenophoma mahoniae är en svampart som beskrevs av A.W. Ramaley 1992. Selenophoma mahoniae ingår i släktet Selenophoma och familjen Dothioraceae.   Inga underarter finns listade i Catalogue of Life.